# Шарипов, Геннадий Николаевич
Генна́дий Никола́евич Шари́пов (род. 29 августа 1974) — советский, узбекский и российский футболист.

## Карьера

### Клубная
В 1990—1992 годах выступал за «Зарафшан», после чего пополнил ряды миасского «Торпедо». В 1993—2000 годах играл в чемпионате Узбекистана за «Бухару» и «Пахтакор», дважды становился серебряный призёром. В 2002 году подписал контракт с «Ладой». 2003 год провёл в «Волгаре» и подольском «Витязе». В 2004 году перешёл в «Черноморец». В 2006 году защищал цвета новомосковского «Дона». Завершил карьеру в 2007 году в клубе «ЗиО-Подольск».

### В сборной
В 1999—2000 годах провёл 2 матча в составе национальной сборной Узбекистана.
| №  | Дата         | Город                 | Соперник | Счёт | Мин. | Турнир            |
| -- | ------------ | --------------------- | -------- | ---- | ---- | ----------------- |
| 1. | 11 июля 1999 | Самарканд, Узбекистан | Малайзия | 3:0  | 62'  | Товарищеский матч |
| 2. | 18 мая 2000  | Бангкок, Таиланд      | Таиланд  | 0:2  | 66'  | Товарищеский матч |

## Достижения
- Обладатель Кубка Узбекистана: 2000/01
- Серебряный призёр чемпионата Узбекистана (2): 1994, 2001
- Бронзовый призёр зоны «Центр» Второго дивизиона: 2005